# Landelijk Afvalbeheerplan
Het Landelijk Afvalbeheerplan (LAP) is een overzicht van het beleid van de Nederlandse Rijksoverheid voor het beheer van alle afvalstoffen waarop de Nederlandse Wet milieubeheer van toepassing is.

## Inhoud
Het LAP geeft onder meer het beleid voor nuttige toepassing en voor het verstorten en verbranden van afval. Het LAP bevat een beleidskader, sectorplannen, capaciteitsplannen en bijlagen.
De doelstellingen van het afvalbeleid staan in het LAP. Preventie is het voorkomen dat (gevaarlijk) afval ontstaat. Het LAP stimuleert daarnaast de nuttige toepassing van afvalstoffen, zoals bijvoorbeeld aan recyclen via inzameling van glas.

## Tijdlijn
Het Landelijk Afvalbeheerplan wordt regelmatig bijgesteld. Het eerste Landelijk Afvalbeheerplan (LAP1) is in werking getreden op 3 maart 2003. Deze was van kracht tot en met 2009. Het tweede Landelijk Afvalbeheerplan (LAP2) is in werking getreden op 24 december 2009. De geldigheidsduur is tot en met 2015, met een vooruitblik tot 2021. Het derde Landelijk Afvalbeheerplan (LAP3) is in werking getreden op 28 december 2017 en vormt het beleidskader voor de periode 2017-2029.